# Derecho procesal laboral
El derecho procesal laboral es una rama del derecho procesal que se encarga de regular y buscar solución a las controversias laborales, de forma individual o colectiva, que surgen en los procesos en materia de trabajo y seguridad social, que se dan entre empresas y trabajadores, sobre los contratos de trabajo o respecto de las prestaciones de seguridad social entre el beneficiario y la administración. También se encarga de la relación entre la Administración Pública y su personal (todo aquel que no es funcionario público y por tanto se encuentra sujeto al derecho laboral). El objeto de estudio del proceso laboral son los asuntos originados en conflictos individuales de trabajo.

## Principios
Los principios procesales laborales están previstos en el artículo 685 de la Ley Federal del Trabajo y son:
- Publicidad. Implica la posibilidad de que los ciudadanos puedan presenciar las audiencias o diligencias durante el proceso, salvo las excepciones expresamente establecidas.

- Gratuidad. Exige que las actuaciones laborales, así como ciertos actos relacionados con ellas, sean gratuitas

- Inmediatez. Constituye la obligación de los miembros de las Juntas de estar en contacto inmediato con las partes del juicio laboral, así como intervenir en todo momento en el curso del proceso.

- Oralidad. Constituye la posibilidad, no exclusiva, de que las partes comparezcan ante la autoridad laboral a hacer efectivos sus derechos en forma verbal.

- Concentración. Consiste en la brevedad o simplificación del procedimiento.

- Tutela en beneficio del trabajador. Comprende dos obligaciones diversas a cargo de la Junta al momento de recibir la demanda, a saber: por una parte, subsanar la demanda incompleta y, por la otra, aclaración de la demanda obscura o irregular.

## Conflictos laborales
Son las controversias de cualquier clase que nacen de una relación laboral.

## Clasificación de los conflictos laborales
- Obrero-patronales

- Inter-obreros

- Inter-sindicales

- Entre trabajadores y sindicatos

- Conflictos entre patrones

## Regulación por países

### España
El 12 de diciembre de 2011, en España entró en vigor la Ley de la Jurisdicción Social, aprobada por la Ley 36/2011, de 10 de octubre.
Esta normativa deroga la Ley de Procedimiento Laboral. Para acceder a la Nueva Ley de la Jurisdicción Social, pulsar aquí. Archivado el 10 de febrero de 2012 en Wayback Machine..
En España, el proceso laboral viene regulado en el RDL 2/1995 de la Ley de Procedimiento Laboral, que establece como requisito previo a la iniciación del procedimiento (salvo algunas excepciones) la celebración de un acto de conciliación entre el trabajador y el empresario. Dicho acto deberá solicitarse ante el servicio de mediación correspondiente que establezca cada comunidad autónoma. Su solicitud suspenderá los plazos de caducidad e interrumpirá los de prescripción de la demanda correspondiente.
Si se celebra sin éxito dicho acto o en caso de que no comparezca el empresario (si el que no comparece es el trabajador, no tendrá derecho a interponer el proceso), se abre la vía judicial: el trabajador puede proceder para interponer la demanda. Ahora bien, si se demanda a una entidad pública, al Estado o a alguna CCAA, por ejemplo, el requisito de la conciliación previa se sustituye por la necesidad de interponer reclamación previa por la vía administrativa, que en caso de ser denegada o no contestada en plazo, abre igualmente la vía judicial. Cabe destacar que no se exige el acto de conciliación en algunos procesos como en el de impugnación de conflictos colectivos.
El plazo para interponer la demanda es de veinte días desde la notificación en el proceso especial por despido, también la demanda que se interponga contra las Administraciones Públicas se somete a plazo. Este es de caducidad en ambos casos y requiere adjuntar certificación del acto de conciliación o de la reclamación previa.
La demanda debe interponerse ante los Juzgados de lo social del domicilio del demandado o del lugar de la prestación de servicios, a elección del demandante en principio, a pesar de que la LPL establece otros en caso de que este no fuera posible, como el del domicilio del demandante. Algunos procesos, como el de impugnación de procesos colectivos, son competencia de las Salas de lo Social de los Tribunales Superiores de Justicia o de la Sala de lo Social de la Audiencia Nacional.
Una vez iniciado el proceso, el órgano judicial, constituido en audiencia pública, intentará un nuevo acto de conciliación. Si no hubiera avenencia, se pasará seguidamente a juicio, en el que el demandante podrá ratificar o ampliar su demanda, aunque no pueda variarla sustancialmente. El demandado podrá contestar a las alegaciones del demandante, afirmando o negando los hechos de la demanda e interponiendo las excepciones que resultaren pertinentes. Ambas partes harán uso de la palabra cuantas veces estime oportuno el órgano judicial.
Si hubiere disconformidad en los hechos, se procederá a la práctica de la prueba, celebrándose en el acto aquellas que fuere posible practicar o suspendiendo el juicio en el caso de que alguna requiera traslado del órgano judicial. Una vez que se practique la prueba, el órgano judicial dictará sentencia en el plazo de cinco días, esta será publicada inmediatamente y se notificará a las partes o a sus representantes dentro de los dos días siguientes, dando a conocer a las partes los recursos que eventualmente puedan interponer y el plazo para los mismos. Si el proceso fuera de despido, el órgano judicial lo calificará en la sentencia como procedente, objetivo o nulo.

### México
Antecedentes históricos nacionales
En la época de la colonia se realizaron las "Leyes de Indias", las cuales tuvieron como objetivo proteger al indio de América e impedir el abuso de los colonizadores, es decir, obtener una igualdad entre amo y trabajador. Algunas personas creen que estas reconocían una nueva "categoría" de seres humanos, sin embargo, no tuvieron influencia en la vida política social y económica.
Para algunos autores, en el siglo XX México no conoció el derecho del trabajo —defensa de la persona humana que entrega a la sociedad su energía para que se construya la civilización y cultura —, por ende no existía, ni siquiera podría pensarse, en derecho procesal laboral. Fue hasta 1917 con la Declaración de derechos sociales cuando existió un reconocimiento sobre los derechos laborales, aunque no de manera especializada. 1931 fue el año en que se realizó una Ley Federal del Trabajo, que es el resultado de un intenso proceso y fue precedida por muchos proyectos.
Junta de Conciliación y Arbitraje
El derecho procesal laboral en México está regulado por la Ley Federal del Trabajo, lo que hace a esta ley sustantiva, adjetiva (e incluso orgánica).
El Proceso Laboral tiende a proteger al trabajador, pues casi toda la carga de la prueba la tiene el patrón: debe probar los recibos de salario, aguinaldo, vacaciones, prima vacacional, contrato de trabajo, etc.; mientras que el trabajador únicamente tiene que probar la existencia de la relación laboral.
El órgano ante el cual se lleva este proceso es materialmente jurisdiccional, pero formalmente administrativo, por cuanto depende del Ejecutivo. Este órgano recibe el nombre de Junta de Conciliación y Arbitraje, en virtud de que el proceso laboral tiene dos etapas: la primera, que intenta llegar un acuerdo entre las partes (conciliación); la segunda, recibe el nombre de Arbitraje. Este ha sido criticado porque el proceso no se lleva a cabo ante un árbitro, entendido este como un órgano independiente del Estado al que se sujetan voluntariamente las partes, sino que es un verdadero proceso, con un órgano perteneciente al Estado y en la que, según su jurisdicción, las partes no pueden sustraerse. Además cuenta con una Ley Federal del Trabajo que delimita puntualmente las formas del proceso laboral mexicano, siempre y cuando te despidan.
En México, existe una sala de la Suprema Corte de Justicia de la Nación (SCJN) que se encarga de las controversias laborales que puedan existir.
La legislación que hoy en día se refiere al trabajo en México se encuentra en la Constitución Política de los Estados Unidos Mexicanos en su art. 123 y en la Ley Federal del Trabajo.

### Perú
En Perú, el proceso laboral se regula desde 1996 por la Ley N.º 26636 Ley Procesal del Trabajo. Dicha ley asigna competencia de primera instancia al juez de paz letrado o al juez especializado laboral en función a la cuantía de la pretensión: si el monto de la demanda no excede de 10 Unidades de Referencia Procesal (S/. 3,600.00 Nuevos Soles para el año 2010), el proceso es tramitado por el juez de paz letrado en la vía del proceso sumarísimo; si el monto es superior a dicho monto, el proceso es tramitado por el juez especializado laboral en la vía del proceso laboral ordinario.
En el proceso laboral peruano el trabajador puede demandar el pago de sus créditos laborales o beneficios sociales dentro de un plazo de prescripción igual a cuatro años contados desde su cese (Ley N.º 27321), y puede impugnar su despido dentro de un plazo de caducidad igual a 30 días contados desde la extinción del vínculo laboral (Texto Único Ordenado de la Ley de Fomento del Empleo: Decreto Supremo N.º 003-97-TR). Contrariamente a lo que ocurre con el proceso civil peruano, la prescripción laboral no se interrumpe con la notificación de la demanda al deudor sino con la sola presentación de la demanda, conforme determinó el Pleno Jurisdiccional Laboral. Igualmente, la caducidad de la acción por despido se computa en días laborables para el Poder Judicial y no en días calendario, según el Pleno Jurisdiccional Laboral.
El proceso ordinario laboral está estructurado en una primera etapa en la que se postula la demanda y contestación; una segunda etapa de saneamiento, conciliación y pruebas, y una tercera etapa resolutoria. Una vez sentenciado el caso las partes pueden acceder a una segunda instancia a través del recurso de apelación, y es posible el acceso a una instancia extraordinaria vía recurso de casación sólo para ciertas causales taxativamente fijadas en la ley.
El proceso sumarísimo se regula por las reglas del Código Procesal Civil y consta de dos etapas: en la primera que consiste en la demanda y contestación y la etapa de saneamiento, conciliación, pruebas resolutorias.
La diferencia esencial con el proceso ordinario es que la sentencia se dicta en la Audiencia Única.
A pesar de la regulación que concentra en pocas etapas las actuaciones procesales y concede al juzgador la dirección y el impulso procesal, los procesos laborales tienen una duración promedio de 4 años debido a la elevada carga procesal del Poder Judicial y a los actos dilatorios de las partes. Ello ha ocasionado la expedición de la Ley N.º 29497 Nueva Ley Procesal del Trabajo que privilegia las actuaciones orales con el objetivo de reducir la duración de los procesos a seis meses. La mencionada norma entrará en vigencia el 15 de julio de 2010 y será aplicada paulatinamente en los diversos distritos judiciales del Perú.

### Venezuela
```
Ley Orgánica Procesal del Trabajo.
```

```
Gaceta Oficial N ° 37.504 del 13 de agosto de 2002.
```